# Клейстотеций
Клейстоте́ций (лат. cleistothecium — от др.-греч. κλειστός, «запертый» и др.-греч. θεκίων, «коробочка») — закрытый тип аскомы (плодового тела), характерный для плектомицетов, эуроциевых и мучнисторосяных.
Клейстотеции часто имеют микроскопические размеры и незаметны невооружённому глазу. Форма клейстотециев шарообразная или округлая, выходные отверстия для спор отсутствуют.
Наружная оболочка клейстотеция называется перидием, имеет один или два слоя. Внутри клейстотеция образуются аски со спорами. Стерильные гифы (парафизы), признак более совершенных грибов, между асками отсутствуют.
При созревании спор в асках оболочка клейстотеция разрушается самостоятельно или из-за внешнего воздействия и споры высвобождаются наружу.